# Wadgassen
Wadgassen (in francese Vadegasse) è un comune tedesco di 16 900 abitanti, situato nel land della Saarland.